# Circondario di Aquila degli Abruzzi
Il circondario di Aquila degli Abruzzi era uno dei circondari in cui era suddivisa l'omonima provincia.

## Storia
Con l'Unità d'Italia (1861) la suddivisione in province e circondari stabilita dal Decreto Rattazzi fu estesa all'intera Penisola.
Il circondario di Aquila degli Abruzzi fu abolito, come tutti i circondari italiani, nel 1927, nell'ambito della riorganizzazione della struttura statale voluta dal regime fascista. Tutti i comuni che lo componevano rimasero in provincia di Aquila degli Abruzzi.

## Territorio amministrativo
- mandamento di Aquila:
Aquila (con le ville di Collebrincioni, Coppito), Bagno (con la villa di Monticchio), Ocre, Roio;
- mandamento di Paganica e San Gregorio:
Paganica e San Gregorio (con le ville di Bazzano, Onna, Tempera), Camarda (con le ville di Aragno, Assergi, Filetto, Pesco Maggiore)
- mandamento di Barisciano:
Barisciano (con la villa di Picenze), Calascio (con la villa di Rocca Calascio), Casteldelmonte, Poggio Picenze, San Pio delle Camere (con la villa di Castelnuovo), Santo Stefano;
- mandamento di Capestrano:
Capestrano, Bussi, Carapelle (con la villa di Casalvecchio Carapelle), Collepietro (con la villa di San Benedetto in Perillis), Navelli (con le ville di Caporciano e  Civitaretenga), Ofena (con la villa di Villa Santa Lucia);
- mandamento di Acciano:
Acciano,  Casteldieri (con la villa di Goriano Sicoli), Goriano Valli (con la villa di Molina), Secinaro;
- mandamento di San Demetrio:
San Demetrio (con la villa di Stiffe), Fagnano (con le ville di Bominaco e Campana), Fontecchio (con la villa di Santa Maria del Ponte), Fossa, Prata (con le ville di San Nicandro, Tussio), Rocca di Mezzo (con le ville di Fontavignone,  Rocca di Cambio, Rovere, Terranera), Sant'Eusanio (con la villa di Casentino), Tione, Villa Sant'Angelo (con la villa di Tussillo);
- mandamento di Sassa:
Sassa (con la villa di Poggio Santa Maria), Lucoli, Preturo (con la villa di Forcella), Scoppito (con la villa di Civitatomassa), Tornimparte (con la villa di Rocca Santo Stefano);
- mandamento di Pizzoli:
Pizzoli (con la villa di San Vittorino), Arischia, Barete, Cagnano;
- mandamento di Montereale:
Montereale (con le ville di Aringo, Busci, Casarene, Castelpaganica, Castiglione, Cavagnano, Cavallari, Cesaprobe, Cesariano, Civitella, Colle, Collecalvo, Colleverrico, Fano, Gabia, Marano, Marignano, Paganica, Pellescritta, San Giovanni, Santa Lucia, Santa Maria in Pantanis, Santa Vittoria, San Vito, Verrico), Capitignano (con le ville di Agnato, Collenoveri, Mopolino, Pago, Paterno, Sivignato), Campotosto (con le ville di Mascioni, Poggio Cancelli).